# Diadegma latungula
Diadegma latungula là một loài tò vò trong họ Ichneumonidae.